# Meloe pubifer
Meloe pubifer là một loài bọ cánh cứng trong họ Meloidae. Loài này được Heyden miêu tả khoa học năm 1887.